# 黄銅鉱

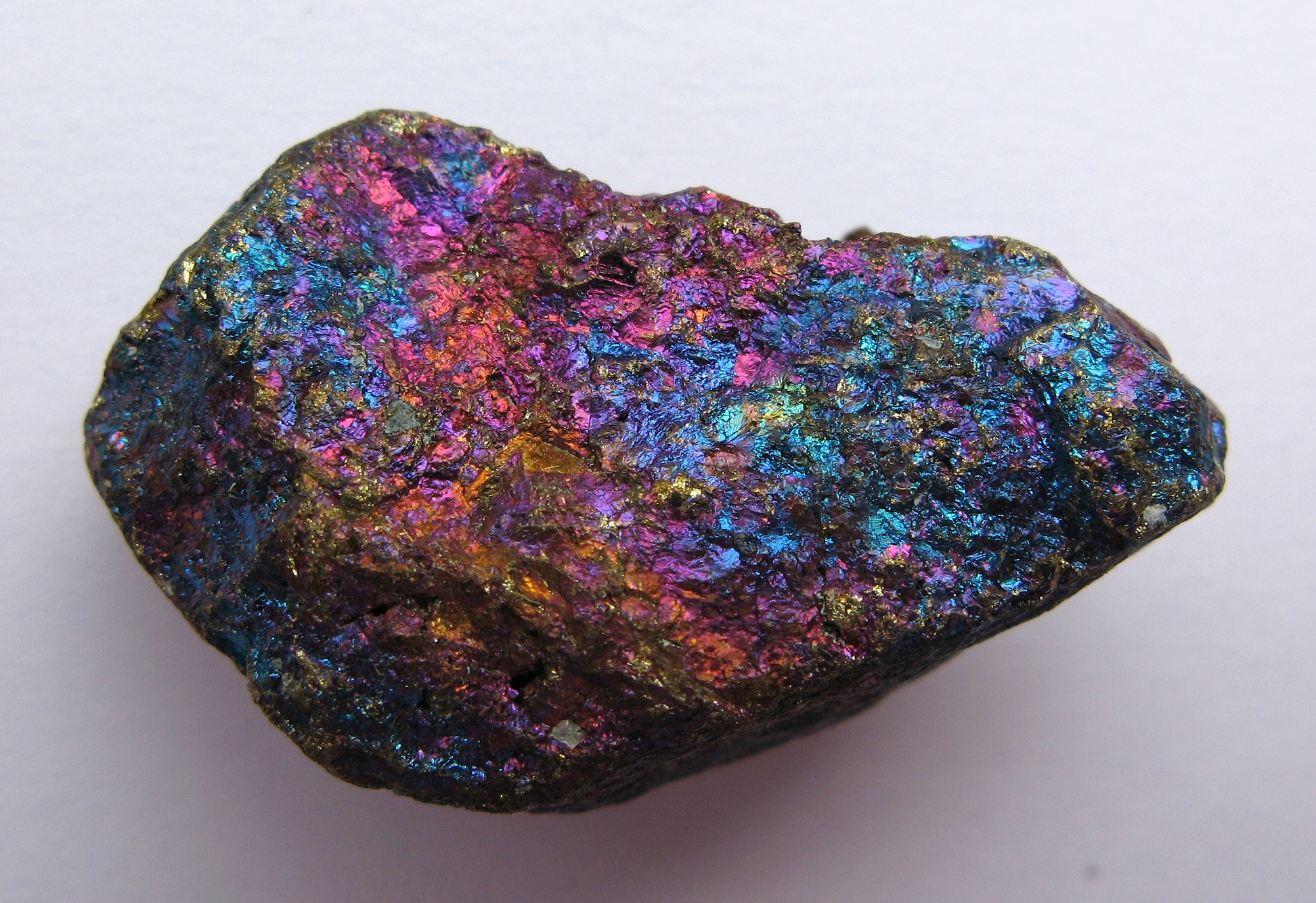
酸化により青～赤紫色を呈する。

黄銅鉱（おうどうこう、英: chalcopyrite、チャルコパイライト、キャルコパイライトの表記あり）は銅の硫化鉱物の一つ。
英名である「カルコパイライト」は、ギリシャ語で銅を意味する「χαλκός(chalcos): カルコス」と、火の～を意味する「πυρίτης(pyrites): ピュリテース」とが組み合わさったものである。「黄銅」鉱という名前だが、これを精錬して黄銅（真鍮）をとる訳ではない。

## 成分・性質・特徴
銅と鉄、硫黄からなり、化学組成 CuFeS2 で表される。微量の金、銀、錫、亜鉛などを含み、少量のニッケルやセレンを含むものもある。最も重要な銅の鉱石鉱物。
色は普通、真鍮様の黄色であるが、かなり黄色味の薄いものも珍しくはない。そのようなものはしばしば黄鉄鉱と見分けることが難しい。金属光沢を持つ。表面の色は時間とともに変わりやすく、黒みを帯びていく。条痕色は緑黒色。外見は黄鉄鉱と似るが、黄鉄鉱よりも黄色味が強い傾向があることや条痕色により区別できる。
比重: 4.28、モース硬度: 3.5～4、晶系: 正方晶系。主に正四面体様の結晶形を示す。結晶の形は普通、6面体、5角12面体、8面体を基本に、2個の結晶がくっついた双晶になっていることが多い。しかし、結晶は比較的まれである。結晶形になりやすい黄鉄鉱に比べて黄銅鉱は塊状になりやすい。
その他の大きな特徴としては、硝酸に溶ける、炎にあてると緑色の炎色反応を示す、などがあげられる。
酸化して青色に、あるいは孔雀石や藍銅鉱に変化することがある。

## 産出地
熱水鉱床、スカルン鉱床、斑岩銅鉱床などに広く産出する。河川の砂礫中に上流の鉱脈から洗い出された黄銅鉱が堆積することもあり、しばしば砂金と間違われる。米国コロラド州・アリゾナ州・カンザス州トライステート鉱山地域、他に国別ではイギリス、ドイツ、カナダ、スペイン、日本、中国など産出地として知られている。
日本では各地の熱水鉱床、黒鉱鉱床、キースラーガー鉱床等で産出し、栃木県の足尾銅山、愛媛県の別子鉱山等で大規模に採掘が行われた。また、秋田県の荒川鉱山の特産であった“三角式黄銅鉱”は世界的に著名である。

## 黄銅鉱グループ
- 黄銅鉱 (英: chalcopyrite): CuFeS2
- eskebornite: CuFeSe2
- インジウム銅鉱 (英: roquesite): CuInS2
- gallite: CuGaS2